# Harry Wichmann
Harry Richard Wichmann, född 13 september 1916 i Stockholm, död där 4 november 1993, var en svensk målare, tecknare och grafiker.
Harry Wichmann var son till frisören Richard Wichmann och sömnadsläraren Hulda Stjernlöf samt gift med Inga-Maj Elisabeth Frommelin. Han var som konstnär autodidakt och bedrev självstudier under studieresor till Spanien, Frankrike, Nordafrika, Italien, Portugal och England. Han uppmärksammades tidigt för sin realistiska konst med Stockholmsbilder. Separat ställde han ut på ett flertal platser i Sverige, bland annat i Örebro, Eskilstuna, Umeå och Stockholm. Tillsammans med Walter Söderholm ställde han ut på Konstsalong Rålambshof och tillsammans med Olle Nordberg och Tore Wideryd i Jönköping. Han medverkade i samlingsutställningar arrangerade av Sveriges allmänna konstförening och i grupputställningar på De ungas salong. Som illustratör illustrerade han Åke Wassings Dödgrävarens son. Wichmann är representerad vid Stockholms stadsmuseum och Gustaf VI Adolfs samling.